# Кретей — Университе (станция метро)
Кретей — Университе (фр. Créteil - Université) — станция линии 8 Парижского метрополитена, расположенная в городе Кретей возле университета Париж XII Валь-де-Марн, от которых и получила своё название.

## История
- Станция открылась 10 сентября 1974 года в составе пускового участка Кретей — Л’Эша — Кретей — Префектюр линии 8.
- Пассажиропоток по станции по входу в 2011 году, по данным RATP, составил 3 116 625 человек[3]. В 2012 году пассажиропоток вырос до 3 347 822 человек[4], а в 2013 году — и до 3 395 813 пассажиров (154 место по уровню входного пассажиропотока в Парижском метро)[5].

## Конструкция и оформление
Станция построена по типовому проекту наземных открытых станций, принятому в Парижском метрополитене в 1970—1980-е годы. Имеется одна островная платформа, оформленная по аналогии с островной платформой станции метро «Шатийон — Монруж».

## Галерея

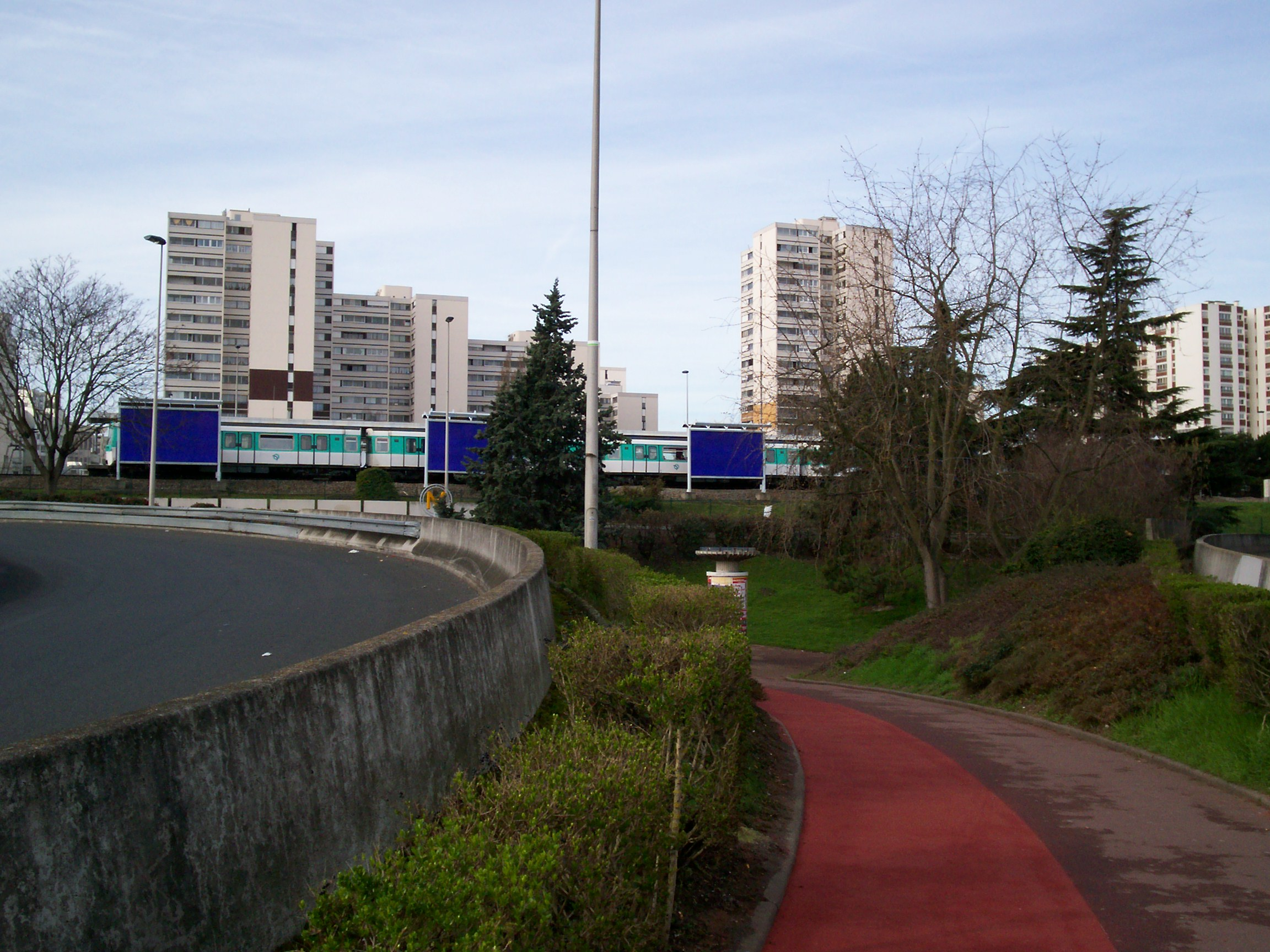
Вид на станцию с трассы автобуса TVM